# Карман, Теодор фон
Теодор фон Ка́рман (нем. Theodore von Kármán, венг. Kármán Tódor; 11 мая 1881 года, Будапешт — 6 мая 1963 года, Ахен) — американский инженер и учёный-механик еврейско-венгерского происхождения, специалист в области воздухоплавания.
Член Национальной академии наук США (1938), иностранный член Лондонского королевского общества (1946), Парижской академии наук (1955; корреспондент с 1946).

## Биография
Карман родился в еврейской семье, одним из его предков был Махараль из Праги.
Окончил в 1902 году Королевский технический университет в Будапеште. В 1902 году переехал в Германию, где в Гёттингенском университете в 1908 году защитил докторскую диссертацию под руководством Людвига Прандтля. Работал в университете последующие 4 года. В 1912—1930 годах возглавлял Институт воздухоплавания при Аахенском университете, работая, в частности, над ранними моделями вертолёта. Проходил службу в австро-венгерской армии в 1915—1918 годах.
После Первой мировой войны, в 1918 году, вернулся в Венгрию, надеясь поучаствовать в модернизации системы научного образования в стране. Во время Венгерской Советской Республики, в 1919 году, был назначен заместителем народного комиссара просвещения. После падения ВСР на её функционеров обрушились гонения, и Венгерское аэрообщество исключило Кармана из своих рядов в 1920 году, после чего он вновь отправился в Аахен.
В 1930 году принял приглашение Калифорнийского технологического института и стал директором его лаборатории воздухоплавания. В 1936 году стал у истоков компании Aerojet, производившей ракетные двигатели. Начиная с середины 1940-х годов, занимался преимущественно проблемами астронавтики, принял участие в создании ряда исследовательских сообществ.
По его инициативе в 1956 году в Синт-Генезиус-Роде (Бельгия) создан Фон-Кармановский институт гидродинамики, а в 1960 году основана Международная академия астронавтики — организация, объединяющая ведущих учёных и инженеров, работающих в области космических исследований.

## Научные интересы
В 1912 году Карман провёл теоретический анализ несжимаемой жидкости, обтекающей протяжённую ось, перпендикулярную направлению движения сплошной среды. Получающиеся при этом цепочки вихрей названы дорожкой Кармана в его честь.
Основные труды Кармана связаны с аэродинамическими проблемами авиации и космонавтики. Им была рассчитана, а затем его именем названа линия Кармана — принятая Международной авиационной федерацией условная граница между земной атмосферой и космическим пространством.
Исследование Кармана о двигателях самолётов будущего, сделанное в 1944 году, считается классическим в области технологического прогнозирования. Особенность прогнозов фон Кармана состояла в том, что он не пытался предсказывать характер отдельных устройств, но изучал основные перспективные и ограничительные факторы, функциональные возможности и ключевые параметры систем, сосредоточивал внимание на оценке альтернативных комбинаций предполагаемых достижении науки и техники и старался вмещать свои прогнозы в чёткие 15—20-летние временные рамки.
Карман, как и его учитель — Людвиг Прандтль, работал во многих областях механики жидкости и считается одним из отцов аэродинамики.

## Последние годы
В июне 1944 года перенёс операцию в связи с раком кишечника в одной из клиник Нью-Йорка. Умер во время поездки в Ахен (Германия) в 1963 году. Похоронен в Пасадене, Калифорния.

## Семья
Никогда не был женат.

## Награды
- 1939 — Гиббсовская лекция
- 1941 — Медаль ASME
- 1948 — Медаль Джона Фрица
- 1948 — Медаль Франклина
- 1952 — Мессенджеровские лекции
- 1957 — Кольцо Людвига Прандтля
- 1958 — Медаль Тимошенко
- 1962 — Медаль Вильгельма Экснера
- 1962 — Национальная научная медаль в номинации «Инженерные науки», медаль вручена во время торжественной церемонии в Белом доме президентом США Джоном Ф. Кеннеди.

## Память
В его честь в 1960 году Американское общество инженеров-строителей учредило медаль Кармана и в 1972 году Общество промышленной и прикладной математики учредило премию Теодора фон Кармана, которыми ежегодно награждаются выдающиеся инженеры и техники.
В честь Кармана названы лунный кратер и кратер на Марсе.